# Пикин, Николай Фёдорович
Николай Фёдорович Пикин (1820—1890) — российский общественный деятель, градоначальник Петрозаводска, купец.

## Биография
Родился в купеческой семье.
Вёл торговлю продовольствием, владел хлебопекарней и кирпичным заводом в Петрозаводске.
С 1841 года многократно избирался гласным Петрозаводской городской думы.
В 1855—1859, 1862—1864, 1869—1870 и 1860—1861 годах избирался городским головой Петрозаводска.
В 1856 году представлял Петрозаводск на коронации императора Александра II. В 1858 году, во время визита Александра II в Петрозаводск, был удостоен личной благодарности императора «за порядок и чистоту».
В 1870—1882 годах избирался почётным мировым судьёй Петрозаводского уезда. В 1877—1880 годах являлся председателем Олонецкой губернской земской управы.
По инициативе Н. Ф. Пикина в марте 1877 года, в ознаменование 100-летнего юбилея возведения Петрозаводска в ранг города, был организован сбор средств и строительство Екатерининской церкви.
По инициативе Н. Ф. Пикина были учреждены стипендии для малообеспеченных учащихся городского ремесленного училища.
В 1878 году присвоено сословное звание потомственного почётного гражданина Петрозаводска.
Был награждён четырьмя золотыми и тремя серебряными медалями «За усердие».
Похоронен на Неглинском кладбище Петрозаводска.

## Семья
Жена — Екатерина Григорьевна, урождённая Пименова (1826—1889). Сыновья — Марк (1847—1907), Константин (род. 1849), Леонид (род. 1863), дочери — Александра, Мария (род. 1848).